# سلطعوناوات الجسم
سلطعوناوات الجسم (الاسم العلمي: Mixopteroidea)، هي فصيلة عليا منقرضة من عريضات الأجنحة، وهي مجموعة منقرضة من مفصليات الأرجل المخلبية المعروفة باسم "عقارب البحر". إنها واحدة من الفصائل العليا المصنفة جزءًا من رتيبة عريضاوات الأجنحة (Eurypterina).
أُقترح أن بعض أجناس سلطعوناوات الجسم كانت بحرية بالكامل على عكس الأخرى التي كانت تعيش في البيئات القريبة من الشاطئ الأخضم أو مفرطة الملوحة.